# Amfilohie de Iconium
Amfilohie de Iconium (în greacă Ἀµφιλόχιος Ἰκονίου, transliterat: Amfilohios Iconiou) a fost un episcop creștin din secolul al IV-lea. Provenea dintr-o familie de rang înalt din Cappadocia. A trăit în „perioada de aur a istoriei creștinismului” și a fost contemporan cu unii dintre Părinții Bisericii, Vasile cel Mare și Grigore de Nazianz. El este venerat ca sfânt pe 22 noiembrie în Biserica Catolică și pe 23 noiembrie în bisericile ortodoxe.

## Biografie
S-a născut prin 339/340 probabil în cetatea Cezareea. Tatăl său era un avocat eminent, iar mama sa, Livia, era cunoscută prin înțelepciunea și blândețea sa. Amfilohie a fost probabil văr primar cu Grigore de Nazianz și a crescut în atmosfera deosebit de religioasă a aristocrației creștine din provincia sa natală. A studiat dreptul la Antiohia cu Libanios, a ajuns judecător la Constantinopol, dar nu după mult timp, la îndemnul lui Grigore de Nazianz, s-a retras într-un loc izolat din ținutul Capadociei pentru a duce o viață religioasă. Acolo s-a dedicat ascezei și studiului Sfintei Scripturi.
El a fost atras curând în cercul de influență din jurul arhiepiscopului Vasile din Cezareea Capadociei și pare să fi fost pentru o vreme membru al ordinului creștin „Orașul săracilor” pe care Vasile îl înființase la Cezareea. La începutul anului 374 era episcop al importantului scaun episcopal al cetății Iconium, fiind plasat acolo probabil de Vasile, pe care a continuat să-l ajute în treburile ecleziastice capadociene. El a fost un apărător al credinței Bisericii Ortodoxe în perioada proliferării învățăturilor (considerate erezii) lui Arie și Macedonie. După moartea lui Vasile (379) a rămas în relații strânse cu Grigore de Nazianz și l-a însoțit la Sinodul de la Constantinopol (381), unde s-a întâlnit și a conversat cu Ieronim (De Vir. Ill., c. 133).
Amfilohie ocupă un loc important în istoria teologiei creștine prin apărarea divinității Sfântului Duh împotriva susținătorilor învățăturilor lui Macedonie (care susțineau că Sfântul Duh nu este de o ființă cu Dumnezeu Tatăl și cu Dumnezeu Fiul). El i-a dedicat lui Vasile lucrarea „Despre Duhul Sfânt”. A mai scris o lucrare similară, acum pierdută, pe care i-a citit-o lui Ieronim cu ocazia întâlnirii lor la Constantinopol. Atitudinea sa față de arianism este ilustrată de cunoscuta anecdotă referitoare la întâlnirea sa cu împăratul Teodosie I și fiul său, Arcadius. Atunci când împăratul l-a mustrat pe episcop pentru că a ignorat prezența fiului său, el i-a reamintit că Stăpânul Universului îi detestă pe cei care sunt nerecunoscători față de Fiul Său, Mântuitorul și Binefăcătorul lor.
S-a opus într-un mod energic sectei mesalienilor și a contribuit la desființarea acelui grup. Vasile, care l-a numit episcop în arhiepiscopia sa, avea o părere foarte bună despre Amfilohie. Teologul Teodoret din Cir, din generația următoare, l-a descris în termeni foarte măgulitori, iar Amfilohie a fost menționat în cadrul sinoadelor până în 787. Ieronim l-a inclus, de asemenea, ca unul din părinții capadocieni pe o listă a teologilor creștini cu o educație superioară laică. Deoarece Amfilohie a început să studieze teologia abia după ce a devenit episcop, opera sa păstrează o anumită simplitate. Scrierile sale teologice dovedesc, potrivit lui Georges Florovsky, că Amfilohie nu avea nicio pregătire în domeniul filozofiei și nici un interes deosebit față de ea. Scrierile sale sunt subordonate necesităților sale pastorale și teologice în lupta împotriva ereziei. Acestea fiind spuse, Florovsky laudă scrierile sale ca fiind „inspirate de o credință pașnică și sinceră”, precum și utilizarea omiletică a retoricii, „care amintește de cea a lui Grigorie Teologul”.
Amfilohie a murit cândva în perioada anilor 394–403.

## Lucrări
Episcopul Amfilohie a scris mai multe lucrări cu caracter dogmatic, apologetic, omiletic sau polemic, care încercau să evidențieze erorile unor învățături teologice răspândite în epoca sa. Cea mai mare parte a operei teologice a lui Amfilohie a fost pierdută. Opt omilii au mai fost păstrate, inclusiv cea mai veche predică cunoscută pentru sărbătoarea Întâmpinării Domnului (In Occursum Domini). Rugăciunea de Todorusale (In Mesopentocostem), care se referă la sărbătoarea Todorusalelor este contrafăcută. Stilul său și preocuparea sa pentru acuratețea istorică îl pun pe Amfilohie în postura de predecesor al lui Ioan Gură de Aur, care ar fi putut fi influențat de el. Pe lângă omiliile sale, mai există și o epistolă către Sinodul de la Iconium din 376 și o scriere didactică (de o autenticitate discutabilă) intitulată Epistula Iambica ad Seleucum. Falsa „Epistolă în metru iambic către Seleucus” conține un catalog timpuriu și important al scrierilor canonice; alte fragmente falsificate, care-i sunt atribuite în mod curent, sunt preluate din discursuri scripturistice, scrisori dogmatice și scrieri controversate. Tratatul polemic Împotriva falsului ascetism al lui Amfilohie de Iconium este îndreptat în mod expres împotriva credințelor și practicilor „encratiților” și „apotactiștilor” din Licaonia rurală. Se pare că a fost scris în a doua jumătate a anilor 370.
Singura sa lucrare autentică care a supraviețuit este, potrivit lui Bardenhewer, „Epistola Synodica”, o scrisoare împotriva ereziei macedoniene trimisă în numele episcopilor din Licaonia și adresată probabil episcopilor din Licia.

## Gândire teologică
Teologia lui Amfilohie urmează în general traseul părinților săi capadocieni și definește Sfânta Treime prin proprietățile ipostatice ale Fiului ca născut din Tatăl și ale Duhului ca purces din Tatăl. El inovează, cu toate acestea, în desemnarea ipostazelor printr-o nouă expresie: „mod de a fi” (τρόποι τῆς ὺπάρξεως). Această expresie nu fusese folosită de părinții capadocieni și era un pas înainte către înțelegerea Sfintei Treimi printr-un limbaj care nu viza esența, ci relațiile. Pe la începutul secolului al V-lea, această expresie a fost în general acceptată în uzul teologic.
Pe lângă gândirea sa trinitară, Amfilohie a anticipat și utilizarea teologică ulterioară a terminologiei hristologice a „ipostazelor”. Insistând asupra naturii umane a lui Hristos, el a ajuns la concluzia că Hristos avea două voințe și două naturi.

## Ediții
- G. Ficker, Amphilochiana, I. Teil (Leipzig, 1906).
- C. Datema, Amphilochii Iconiensis Opera, Turnhout, Brepols 1978 (Corpus Christianorum, Series Graeca, 3).

## Studii
- K. Holl, Amphilochius von Ikonium in seinem Verhältnis zu den grossen Kappadoziern (Tübingen, 1904).
- C. Bonis, „The heresies combatted in Amphilochios Regarding False Asceticism”, Greek Orthodox Theological Review, nr. 9, anul 1 (1963), pp. 79–96.
- E. Rossin, „Anfilochio di Iconio e il canone biblico Contra Haereticos”, Studia Patavina, nr. 43, anul 2 (1996), pp. 131–157.